# Óriáskalmár

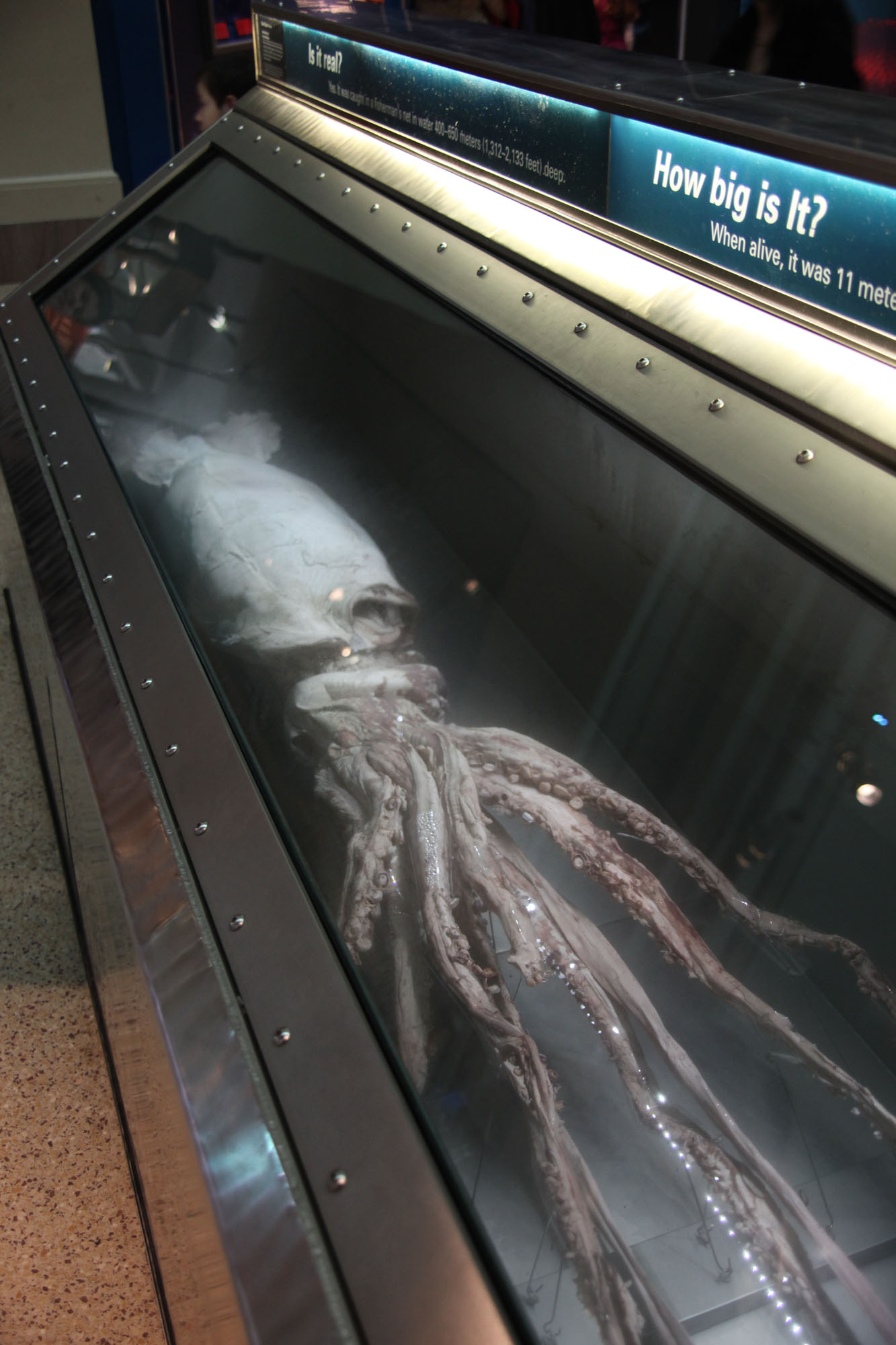
Óriáskalmár a Smithsonian Múzeumban

Az óriáskalmár (Architeuthis dux) a kalmárok (Teuthida) rendjébe és az óriás kalmárok (Architeuthidae) családjába tartozó faj.

## Elterjedése
Az óriáskalmár élőhelyének a határai nem teljesen ismertek. Az eddigi kutatások alapján a Csendes-óceánban él.
Ritkaságát mutatja, hogy az első fénykép 2004-ben, az első videófelvétel csak 2012-ben készült el róla.

## Megjelenése
A jelenlegi ismeretek szerint nőstények (a két visszahúzható végtagot beleszámítva) maximum 12 vagy 13, a hímek pedig maximum 10 méteresre nőnek. A két visszahúzható végtag nélküli testhossz csak nagyon ritkán haladja meg az 5 métert. Becslések szerint a nőstények elérhetik a 275, a hímek pedig a 150 kilogrammot. Beszámoltak már 20 méter hosszú példányokról is, de ezen beszámolók hitelessége kérdéses.
Pontos színezetét nem ismerik, általában fehéres rózsaszín, de beszámoltak már fehéres pirosas példányról is.

## Életmód
Pontos táplálékáról és szokásairól szinte semmit nem tudunk. Egyesek szerint más, nagytestű vízi élőlényekkel táplálkozik, de a saját fajtársait sem veti meg. Nagyon mély vizekben élnek. Pontosan nem tudni, milyen mélyen, feltételezések szerint 300 és 1000 méter között.

## Az óriáskalmárok és az ember
Régi időktől kezdve maradtak feljegyzések arról, hogy óriási méretű polipok, kalmárok hajókra, emberekre támadtak. Ezek a regék részben összekeveredtek a skandinávai Kraken-mondájával. Bár a biológusok szerint az óriáskalmárok az emberre nézve nem veszélyesek, több beszámoló ennek az ellenkezőjét látszik mutatni. Az Uránia-féle Állatvilág vonatkozó 1977-es kötete is az utóbbiakkal ért egyet, amikor így fogalmaz:
„Az óriáskalmárokkal kapcsolatban felvetődő leggyakoribb kérdés, hogy vajon e hatalmas állatok megtámadják-e az embert, veszélyt jelentenek-e a hajók számára. Erre a kérdésre határozott igennel kell felelnünk, bár természetesen nem a nagy, modern tengerjáró hajók vonatkozásában. Kétségtelen azonban, hogy egy kisebb hajót vagy csónakot alkalomadtán megtámadhat egy ilyen óriás. Hogy erre kevés példa van, annak nyilván az az oka, hogy az óriások nem jönnek a felszín közelébe. Ez egyben szerencsénk is, mert ha nem így volna, akkor bizony veszélyt jelentenének a csónakázók számára. Szavahihető tanúk arról számolnak be, hogy az újabb időkben is megtámadtak – méghozzá nagyobb hajókat – az óriás kalmárok. Az Architeuthidák 40 km-es sebességgel  haladó hajók körül úszkáltak (ez elképesztő sebesség egy víziállat számára; fogalmunk sincs arról, milyen a maximális gyorsaságuk), és támadást intéztek a hajó ellen. Feltehetjük, hogy a hajó törzsét a fogascetek testének nézték, ugyanis helyenként igyekeztek beleharapni, ahol a fogasceteknek az agya található. Hogy ez a feltevés mennyire igaz, az egyszer majd nyilván kiderül. Az óriás tintahalakkal kapcsolatos történeteket tehát nem szabad mindig meséknek tartanunk, de azt is számításba kell vennünk, hogy többnyire alaposan ki vannak színezve.”
Régi ábrázolások az óriáskalmár legendás támadásairól:

## Megjelenése a kultúrában
Az óriáskalmár méretén kívül jelentős mértékben hozzájárult hírességéhez az is, hogy Jules Verne 1870-ben megjelent Nemo kapitány (eredeti címén: Húszezer mérföld a tenger alatt) című tudományos-fantasztikus regényében egy fejezetben szerepeltette a fajt (bár a szerző feltehetően összekeverte a valóban 8 karú, bár jóval kisebb óriáspolippal).
Kinéztem én is az ablakon. Önkéntelenül megborzadtam. Szemem előtt egy elképesztően rút szörnyeteg mozgolódott, olyan volt, mint valami mesebeli fertelmes torzalak. Egy hatalmas méretű, nyolc méter hosszú kalamájó úszott hátrafelé a Nautilus irányába. Óriási, kék színű szemeivel mereven bámult ránk. Lábaknak beillő nyolc karja a fejéből nőtt ki – ezért nevezik fejlábúaknak ezeket az állatokat. A lábak kétszer akkorák voltak, mint maga a test, s úgy kígyóztak, mint a fúriák hajzata. Tisztán láttuk a karok belső felületén levő, szám szerint kétszázötven, félgömb alakú, kupakszerű szívóját. Az állat szívóival időnként rátapadt a szalon ablakára; a szívók alatt az üvegen ilyenkor légüres tér képződött. A szörnyeteg szája szarunemű csőr volt, olyan alakú, mint a papagáj csőre; függőleges irányban nyílt és csukódott. A csőr félelmetes ollójából szintén szarunemű, több sor hegyes foggal ellátott remegő nyelv nyúlt ki. Milyen szeszélyes alakzatokat találunk a természetben! Madárcsőr egy puhány fején! A kalamájó középső részén duzzadt orsó alakú testének húsos tömege huszonötezer kilogrammot nyomhatott. Az állat egyre változtatta a színét, mégpedig igen gyorsan, s aszerint, hogy izgalomba jött vagy lecsillapult, hol sápadtszürke, hol meg vörösesbarna színt öltött.